# Zinsmeister
Zinsmeister (oder lateinisch censuarius oder magister censuum) war die Amtsbezeichnung für einen Ordensbruder oder Konversen, der für die Eintreibung der dem Kloster zustehenden Zinsen und Gefälle zu sorgen hatte.
Er wohnte im Kloster, war ein Gehilfe des Cellerars, arbeitete unter dessen Aufsicht und musste zur Anfertigung von Abrechnungen fähig sein. Seine Aufgaben bestanden nicht nur im Eintreiben des dem Konvent zustehenden Zinses, sondern auch in der detaillierten Auflistung, mit Ort, Zinspflichtigem und Datum, der einzelnen Zinsansprüche, Eingänge und Außenstände. Diese Aufstellung war dem Bursar bzw. dem Cellerar vorzulegen, damit der Konvent jederzeit über alle anfälligen Schulden informiert war, und die Zinseinkünfte waren dem Bursar oder Cellerar sofort nach Eintreffen zu übergeben, um Betrug oder Verdächtigungen zu verhindern.
Weit vom Kloster entfernt liegende Zinspflichtige konnten ihre Zahlungen auf näher gelegenen Stadthöfen oder Kellerhöfen abliefern. Die dort amtierenden und den Zins entgegennehmenden Ministerialen waren jedoch nicht Zinsmeister.